# Пепе, Флорестано
Флорестано Пепе (итал. Florestano Pepe; 4 марта 1778, Скуиллаче, — 3 апреля 1851, Неаполь) — неаполитанский генерал. Брат другого военачальника, Гульельмо Пепе.

## Биография
В 1799 году поступил на службу Партенопейской распублики, затем во Французско-Итальянский легион. Сражался в рядах наполеоновских войск в Испании и России, а в 1814 и 1815 годах — в войсках Мюрата.
Получив в 1820 году поручение подавить восстание на Сицилии, Пепе принудил Палермо к сдаче, но, не сочувствуя насильственным мерам правительства, вскоре удалился от государственной деятельности.